# Cinetus ennius
Cinetus ennius är en stekelart som beskrevs av Nixon 1957. Cinetus ennius ingår i släktet Cinetus, och familjen hyllhornsteklar. Arten är reproducerande i Sverige.